# Combretum hilariana
Combretum hilariana là một loài thực vật có hoa trong họ Trâm bầu. Loài này được D.Dietr. mô tả khoa học đầu tiên năm 1840.